# I, (Annoyed Grunt)-Bot
«I, (Annoyed Grunt)-Bot» или «I, D’oh-Bot» (с англ. — «Я, Д’оу-бот») — девятый эпизод пятнадцатого сезона мультсериала «Симпсоны». Впервые вышел в эфир 11 января 2004 года в США на телеканале «Fox».

## Сюжет
Милхаус приносит Барту «Набор крутого велосипедиста». Украсив свой велосипед, Барт едет кататься, но его высмеивают хулиганы, у которых есть взрослые велосипеды. Барт просит отца купить ему новый десятискоростной велосипед, на что Гомер заявляет, что Барт его не получит, пока может ездить на старом. Тогда мальчик подстраивает аварию: его велосипед ломается от столкновения с автомобилем доктора Хибберта. Хибберт обещает, что оплатит покупку нового, и уезжает. К сожалению, под его машину также попадает и кошка Симпсонов ― Снежинка Вторая и Симпсоны хоронят её на заднем дворе.
Гомер покупает Барту новый велосипед, но отказывается доплачивать за магазинную сборку и собирает его дома самостоятельно. Однако, велосипед разваливается во время первой же поездки и Барт перестаёт уважать отца. Увидев по телевизору шоу «Битва роботов», где пары отцов и сыновей выставляют на бои самодельных роботов, Гомер решает построить для сына собственного робота. Но ничего не выходит. Тогда Гомер делает металлическую оболочку и втайне от Барта сам борется под видом робота по имени «Вождь Бей-Гомер».
Тем временем Мардж пытается утешить Лизу и ведёт её в приют для животных, чтобы выбрать нового кота. Сначала Лиза сопротивляется, но находит коричневого кота, который ей нравится, и берёт его домой, назвав Снежком Третьим. Однако кот тонет в аквариуме, охотясь на золотых рыбок. Следующим в доме Симпсонов появляется белый кот по имени Колтрейн (в русском озвучивании Саксофон), но он тоже погибает: он выпрыгивает из окна, после того как Лиза начала играть на саксофоне. После этого Симпсонам больше не дают брать животных из приюта. Грустная Лиза сидит на крыльце, когда мимо проходит Сумасшедшая Кошатница и бросает в Лизу одну из своих кошек, идентичную Снежку Второму. Девочка прогоняет кошку, но когда та переходит улицу, в неё чуть не врезается машина Гила Гундерсона. К счастью, животное остаётся целым и невредимым. Восприняв это как знак, Лиза оставляет кошку себе и, чтобы не покупать новую миску и забыть о погибших животных, решает, что будет звать Снежинку Пятую Снежинкой Второй.
«Робот» Гомера и Барта в финале должен сразиться с Кастетом Клеем (он же Мухобой Али) — огромным роботом под управлением профессора Фринка и его сына. Хотя Гомер понимает, что у него нет шансов, он выходит на бой и лишь чудом избегает гибели. Барт узнаёт правду о том, что его отец не смог собрать робота и дрался сам; и это делает Гомера в глазах сына ещё более достойным уважения.